# Eiji Oue
Eiji Oue (大植 英次, Ōue Eiji ; Hiroshima, 3 oktober 1957) is een Japans dirigent.
Oue studeerde directie bij Hideo Saito aan de Toho Gakuen School of Music. In 1978 werd hij door Seiji Ozawa gevraagd de zomer te komen studeren aan Tanglewood. Daar ontmoette hij Leonard Bernstein, die een van zijn mentoren werd; hij won de Tanglewood Koussevitzky Prijs in 1980.
Van 1991 tot 1995 was hij de eerste dirigent van het Erie Philharmonic in Pennsylvania en tevens dirigent van het Buffalo Philharmonic Orchestra. Van 1995 tot 2002 was hij muzikaal directeur en eerste dirigent van het Minnesota Orchestra; Osmo Vänskä was in 2003 zijn opvolger.
Oue was ook muzikaal directeur van het Grand Teton Music Festival in Wyoming. Verder gaf hij uitvoeringen op de festivals van Ravinia, Tanglewood, Grand Park, Wolf Trap, Great Woods, Round Top en Midland.
Na een tournee in 1997 met de NDR Radiophilharmonie werd Eiji Oue in september 1998 chef-dirigent van dit orkest. In 2003 werd hij eerste dirigent van het Osaka Philharmonic Orchestra en vanaf september 2006 is hij de muzikaal directeur van het Orquestra Simfònica de Barcelona.
Met Tristan en Isolde maakte Oue zijn debuut op de Bayreuther Festspiele van 2005. Verder dirigeerde hij het Leipzig Gewandhausorchester, Gulbenkian Orchestra en het Malaysian Philharmonic Orchestra. In oktober 2006-2007 nam hij met het Symfonieorkest van de Zweedse Radio en Hilary Hahn voor Deutsche Grammophon Niccolò Paganini's Vioolconcert nr. 1 en Louis Spohrs Vioolconcert nr. 8 op.